# Reggio nell’Emilia

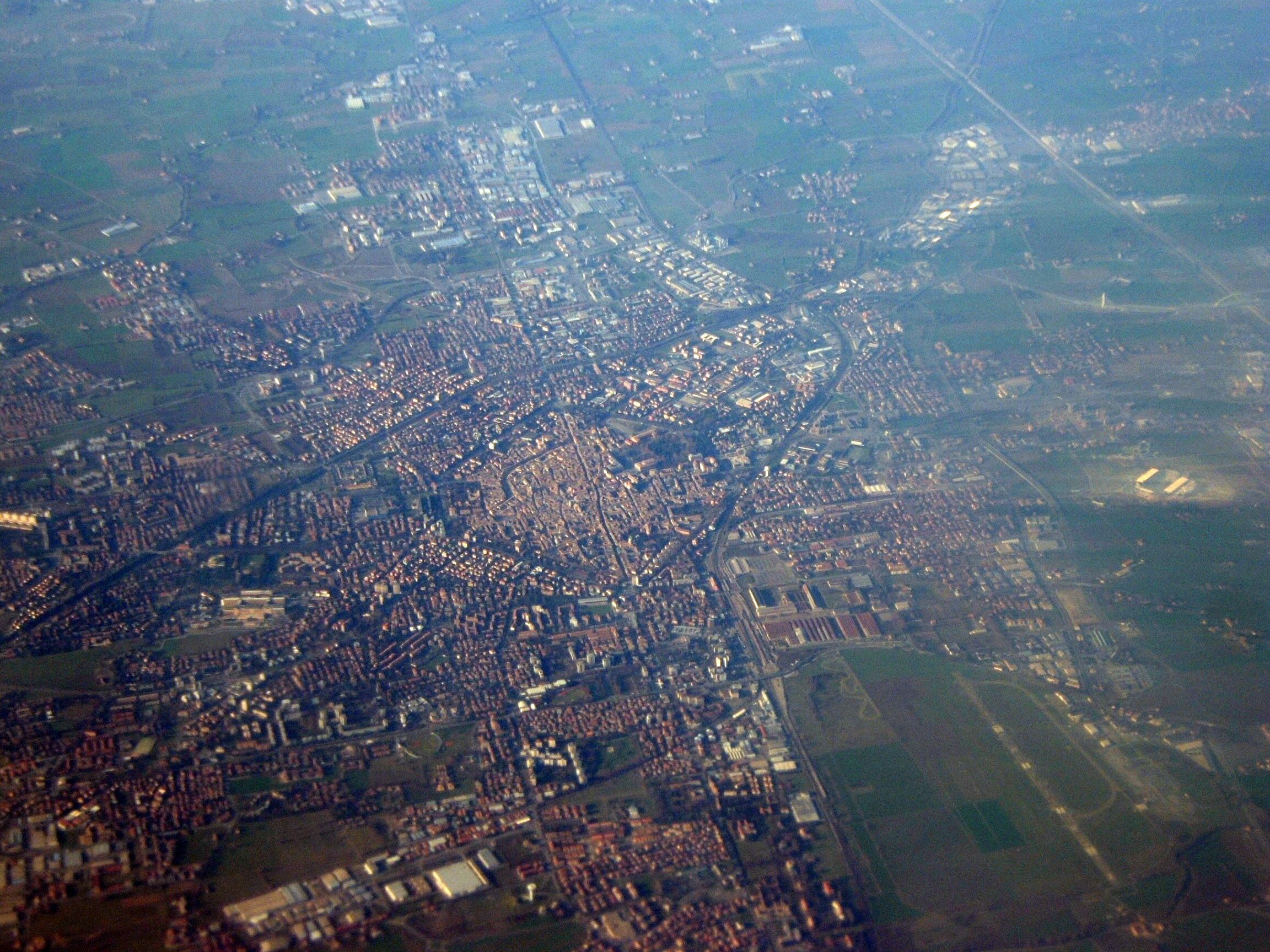
Reggio Emilia aus der Luft

Reggio nell’Emilia (Ausspracheⓘ; auch Reggio Emilia und kurz Reggio, [ˈrɛdːʒo] oder [ˈredːʒo]), bis 1861 Reggio di Lombardia (lateinisch Regium Lepidi, gallisch Regium), ist eine norditalienische Provinzhauptstadt am südlichen Rand der Po-Ebene mit 172.518 Einwohnern (Stand 31. Dezember 2024).

## Geographie
Reggio ist eine moderne Industriestadt mit historischem Stadtkern (Centro Storico), befindet sich in der Region Emilia-Romagna und ist der Hauptort der gleichnamigen Provinz Reggio Emilia. Die Stadt liegt am südlichen Rand der Po-Ebene, wenige Kilometer vom Fuß des Apennin entfernt.

## Geschichte
Der römische Name der Stadt Regium Lepidi geht auf den römischen Konsul Marcus Aemilius Lepidus zurück, den Erbauer der Via Aemilia. Es wird aber davon ausgegangen, dass die Gründung des Ortes und die Namensgebung durch die dort ansässigen gallischen Boier erfolgte, die 189 v. Chr. von den Römern unterworfen und romanisiert wurden. So bezeichnete man in der gallischen Sprache mit Regium einen Versammlungsort oder Marktplatz. 489 ging die Herrschaft über die Stadt an die germanischen Goten über, und 569 errichteten die einrückenden Langobarden das Herzogtum von Reggio. Schließlich unterwarfen die Franken 773 Reggio, und Karl der Große gab dem Bischof Gewalt über die Stadt und legte 781 die Grenzen der Diözese fest. 888 wurde Reggio den Königen von Italien übergeben. 899 richteten die einfallenden Magyaren schwere Verwüstungen an und töteten Bischof Azzo II. 1170 trat Reggio dem Lombardenbund bei, der in der Schlacht bei Legnano ein Heer des Kaisers Barbarossa besiegte. Im Jahr 1374 (oder 1377) wurde in Reggio eine der ersten belegten Quarantänen durchgeführt. 1409 ging die Herrschaft der Stadt an die Familie d’Este über, die mit kurzen Unterbrechungen bis 1861 über das Herzogtum von Modena und Reggio herrschte.

### Canossa
Nach 900 geriet Reggio unter die Herrschaft der Familie Canossa, einer langobardischen Hochadelsfamilie, deren Stammburg Canossa sich einige Kilometer südwestlich von Reggio befand.

### Selva Litana
Ganz in der Nähe von Reggio Emilia soll sich auch der heilige Wald der Gallier, der Selva Litana befunden haben, wo ein Heer der Boier 218 vor Christus mehrere römische Legionen (25.000 Mann) unter dem Kommando von Lucius Postumius Albinus bis auf den letzten Mann niedermetzelte.

### Bischofssitz
Der Dom ist Kathedrale des Bistums Reggio Emilia-Guastalla (Kirchenprovinz Modena-Nonantola, Kirchenregion Emilia-Romagna).

## Stadt der Nationalfahne
Die italienische Nationalfahne ist Reggio Emilia zu verdanken, denn die grün-weiß-rote Fahne, auf Italienisch Tricolore, die Dreifarbige, genannt, hat dort ihren Ursprung. Die Idee stammt von dem Ingenieur Ludovico Bolognini, dessen Entwurf 1797 von den Vertretern aus Reggio Emilia, Modena, Ferrara und Bologna als Symbol der Repubblica Cisalpina angenommen wurde.
Später wurde sie als Nationalfahne des italienischen Königreiches übernommen. Das Original ist im Rathausgebäude ausgestellt. Das angrenzende Tricolore-Museum dokumentiert den historischen und politischen Entstehungskontext der Flagge.

## Klima
|                       | Jan  | Feb | Mär  | Apr  | Mai  | Jun  | Jul  | Aug  | Sep  | Okt  | Nov  | Dez |   |      |
| Mittl. Tagesmax. (°C) | 4,2  | 7,2 | 12,8 | 17,2 | 22,3 | 26,8 | 29,6 | 28,8 | 24,2 | 17,5 | 10,5 | 5,5 | ⌀ | 17,3 |
| Mittl. Tagesmin. (°C) | −1,6 | 0,1 | 4,2  | 8,1  | 12,3 | 16,2 | 18,5 | 18,1 | 14,7 | 10,0 | 4,9  | 0,4 | ⌀ | 8,9  |
|                       |      |     |      |      |      |      |      |      |      |      |      |     |   |      |
| Niederschlag (mm)     | 47   | 45  | 58   | 73   | 71   | 57   | 35   | 39   | 57   | 84   | 77   | 57  | Σ | 700  |
|                       |      |     |      |      |      |      |      |      |      |      |      |     |   |      |
| Regentage (d)         | 6    | 6   | 7    | 8    | 8    | 6    | 4    | 4    | 6    | 8    | 8    | 7   | Σ | 78   |

| −1,6 |

| 0,1 |

| 4,2 |

| 8,1 |

| 12,3 |

| 16,2 |

| 18,5 |

| 18,1 |

| 14,7 |

| 10,0 |

| 4,9 |

| 0,4 |

| −1,6 |

| 0,1 |

| 4,2 |

| 8,1 |

| 12,3 |

| 16,2 |

| 18,5 |

| 18,1 |

| 14,7 |

| 10,0 |

| 4,9 |

| 0,4 |

| N i e d e r s c h l a g | 47  | 45  | 58  | 73  | 71  | 57  | 35  | 39  | 57  | 84  | 77  | 57  |
|                         | Jan | Feb | Mär | Apr | Mai | Jun | Jul | Aug | Sep | Okt | Nov | Dez |

## Sehenswürdigkeiten

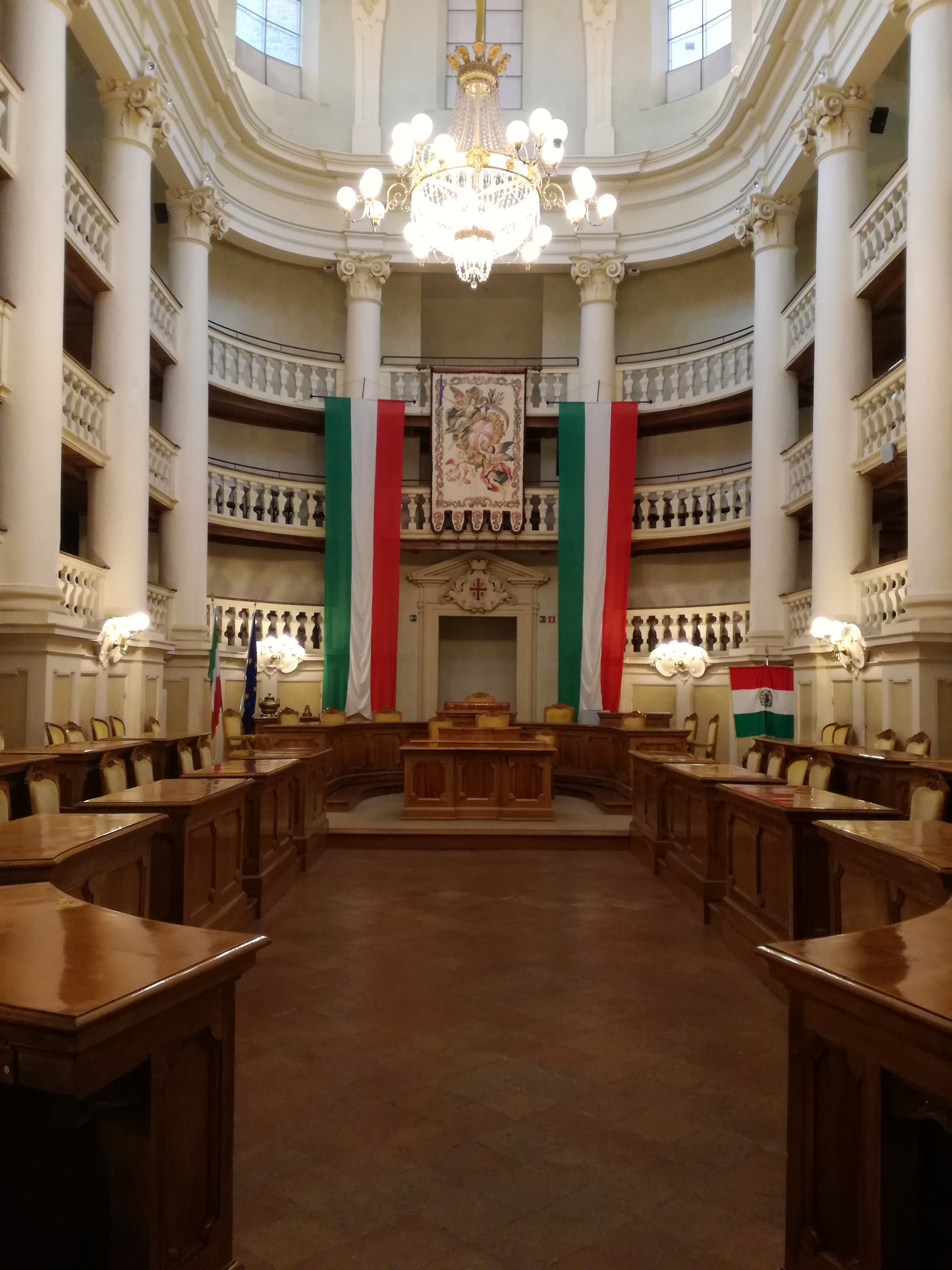
Sala del Tricolore

- Dom (Duomo di Reggio Emilia; Cattedrale di Santa Maria Assunta), im 13. Jahrhundert erbaut, erneuert im 15./16. Jahrhundert, an der Ostseite der Piazza Prampolini mit unvollendeter Renaissance-Fassade, dahinter der romanische Bau. An der Fassade und im Inneren befinden sich Skulpturen von Prospero Spani († 1584), genannt il Clemente, eines Schülers Michelangelos, und von Bartolomeo Spani, die beide aus Reggio stammten.
- Kirche San Prospero (Basilica di San Prospero), 1514–1527, südöstlich vom Dom. An der 1748 erneuerten Fassade sind noch sechs der marmornen Löwen vorhanden. Im Inneren befinden sich Fresken von Camillo Procaccini (1585–1589). Zu der Kirche gehört ein achteckiger Campanile.
- Palazzo Comunale, begonnen 1414
- Palazzo del Capitano del Popolo, 1281
- Psychiatriemuseum, 1875
- Kirche Madonna della Ghiara (Basilica della Beata Vergine della Ghiara), 1597–1619 (Tempel für das Votiv-Gemälde von Lelio Orsi; Deckengemälde von Alessandro Tiarini)
- Synagoge, erbaut 1856
- Museo Civico, mit Naturaliensammlung des 18. Jahrhunderts
- Maurizianum, Landgut Ludovico Ariostos, 16. Jahrhunderts
- Sala del Tricolore im Rathaus von Reggio, angrenzend an das Tricolore-Museum
- Teatro Municipale (Stadttheater), 1857
- Galleria Parmeggiani
- Institut Istoreco[13][14]
- Hochgeschwindigkeits-Bahnhof und moderne Brücken über die Autobahn, entworfen von Santiago Calatrava

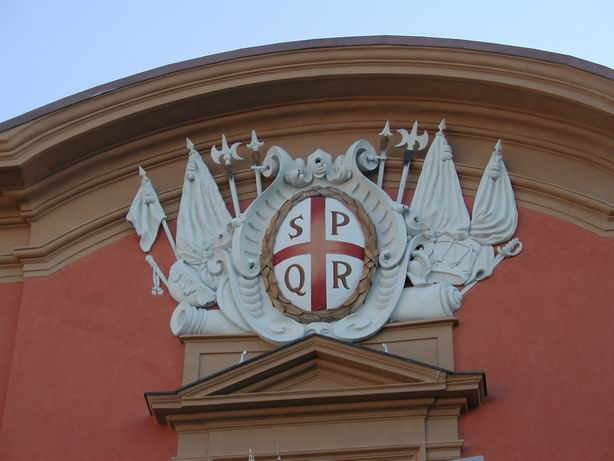
Stadtwappen
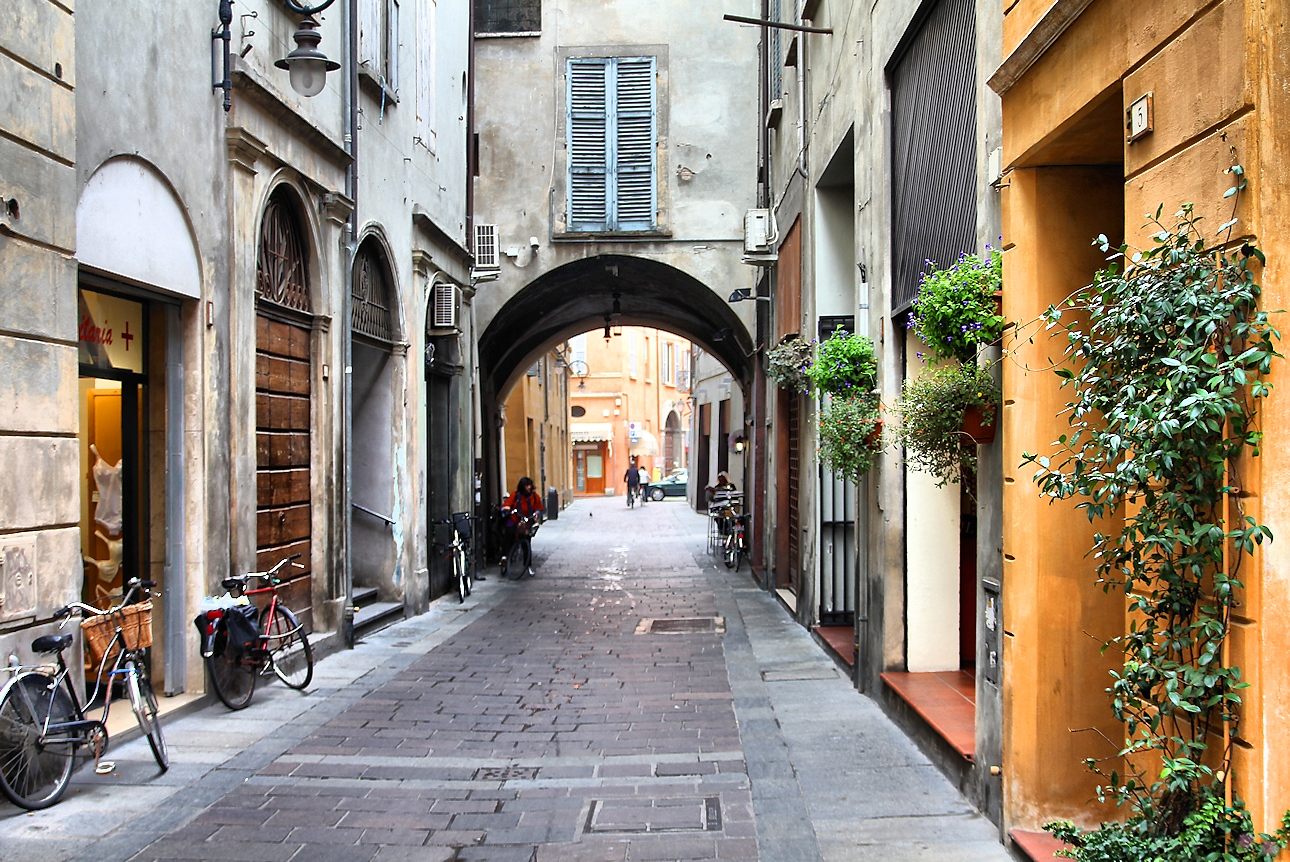
Die Altstadt
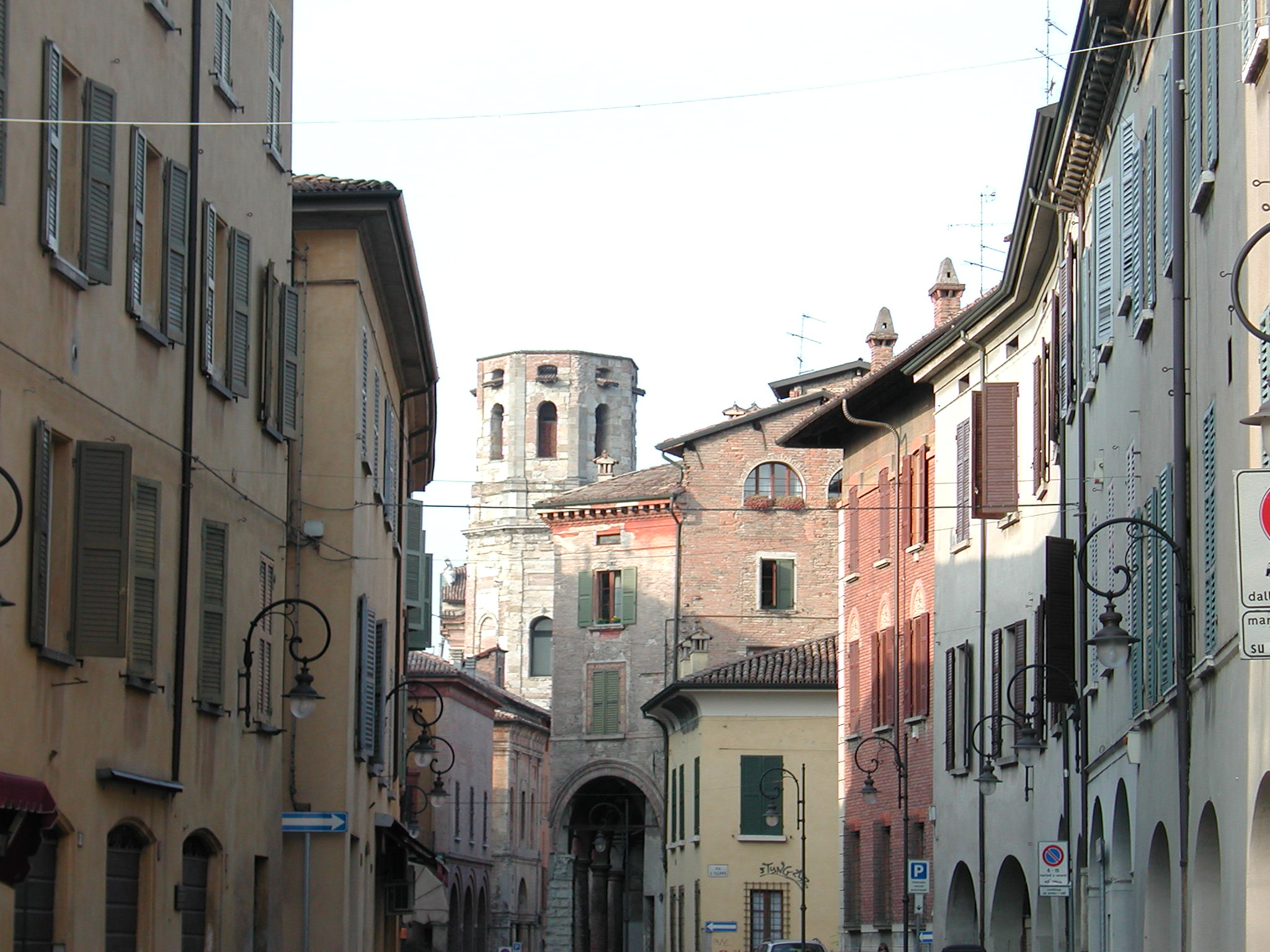
Via San Carlo und der Turm von San Prospero
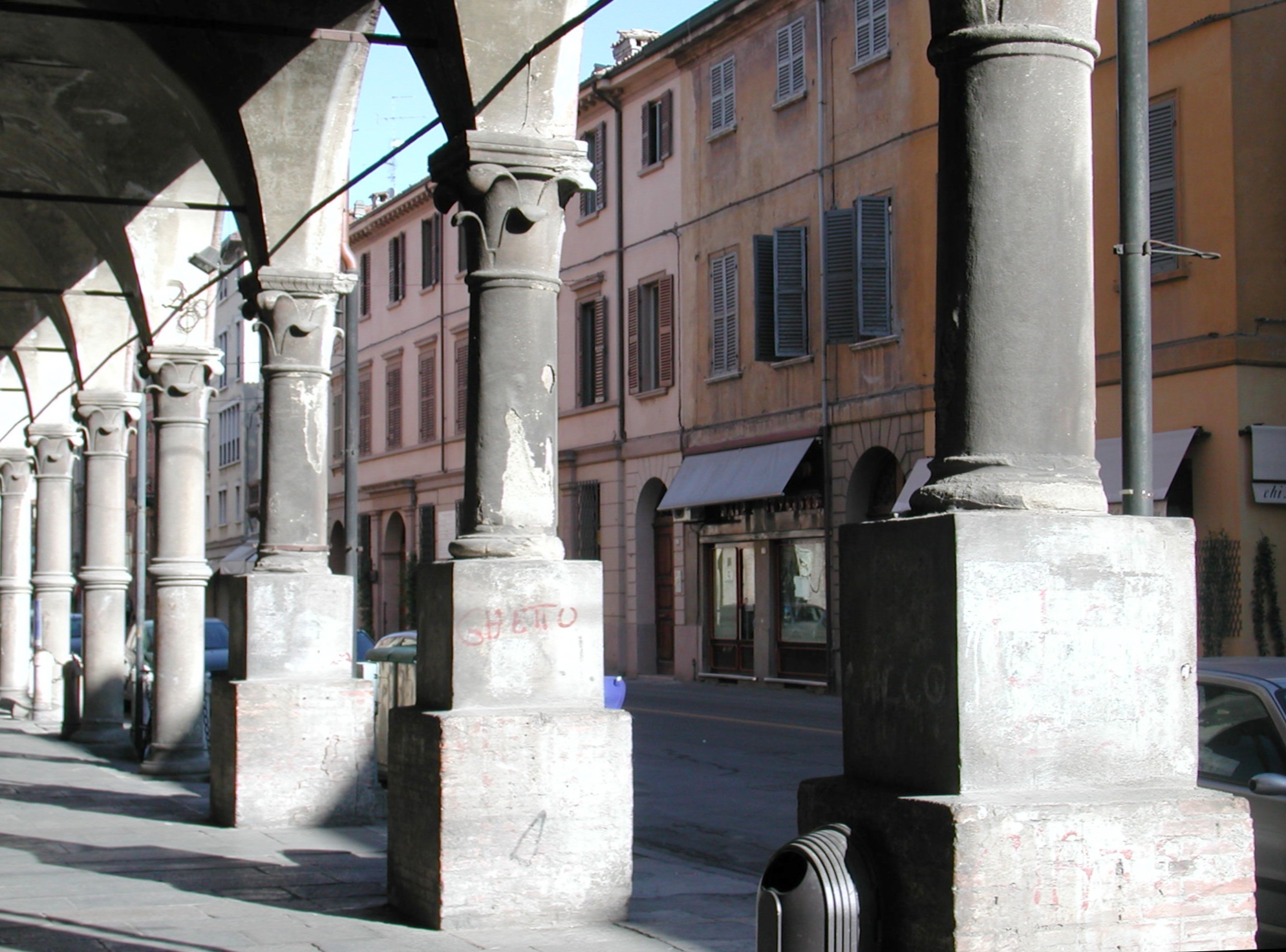
San Pietro an der Via Emilia
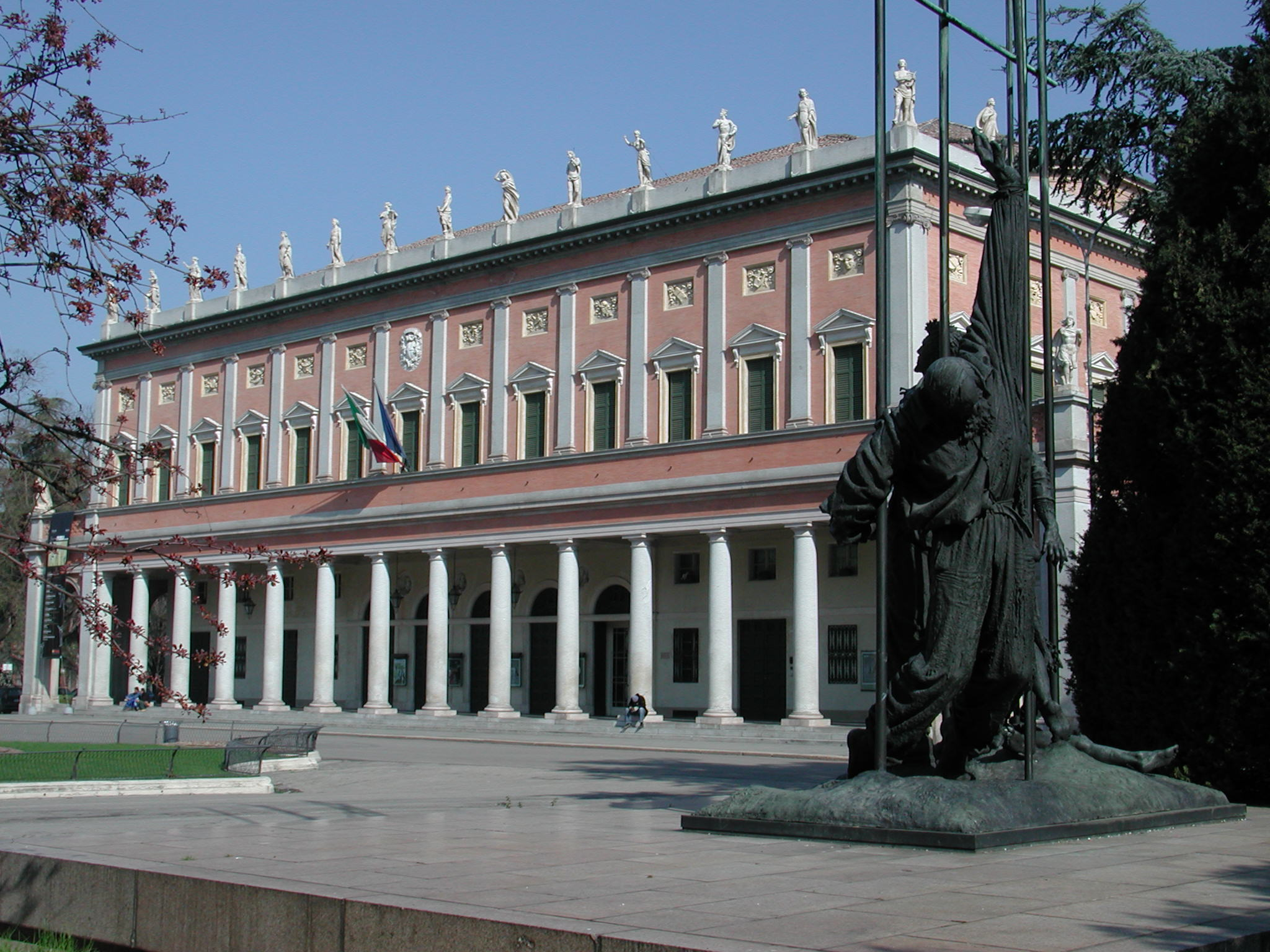
Teatro Municipale

## Wirtschaft
Die Provinz Reggio Emilia war lange landwirtschaftlich geprägt; typische Produkte sind bis heute Parmesankäse und Lambrusco. Weniger bekannt ist die Herstellung eines traditionellen Aceto Balsamico seit dem Frühmittelalter, der markenrechtlich ebenso geschützt ist wie sein bekanntes Gegenstück aus Modena.
Im 20. Jahrhundert entwickelte sich Industrie, insbesondere Agrartechnik, aber auch Mechatronik und Keramikfliesen. Reggio Emilia ist der Hauptsitz der Unternehmen Max Mara und RCF Audio.

## Verkehr
Die Stadt ist über die SS 9, die Autobahn A1, die Bahnstrecke Mailand–Bologna und die Schnellfahrstrecke Mailand–Bologna gut in das Fernverkehrsnetz integriert. Zwei Kilometer östlich der Stadtmitte befindet sich der kleine Flugplatz Reggio Emilia, der vorwiegend der allgemeinen Luftfahrt dient. In Bologna befindet sich der nächstgelegene größere Verkehrsflughafen.

## Wissenschaft und Bildung
Die Stadt ist seit 1998, als die im nahen Modena beheimatete Universität um Einrichtungen in Reggio erweitert wurde, einer der beiden Sitze der Universität Modena und Reggio Emilia.
Die Praxis der kommunalen Kindertagesstätten in Reggio Emilia wurde 1970 unter Federführung des Pädagogen Loris Malaguzzi neu konzipiert und ging unter dem Begriff Reggio-Pädagogik in die Literatur ein.

## Städtepartnerschaften
Reggio nell’Emilia listet folgende zwölf Partnerstädte auf:
| Stadt            | Land                    | seit |
| ---------------- | ----------------------- | ---- |
| Bait Dschala     | Palästina               | 2019 |
| Bydgoszcz        | Polen                   | 1962 |
| Chișinău         | Moldau                  | 1989 |
| Dijon            | Frankreich              | 1963 |
| Fort Worth       | Vereinigte Staaten      | 1985 |
| Girona           | Spanien                 | 1982 |
| Kragujevac       | Serbien                 | 2004 |
| Pemba            | Mosambik                | 2012 |
| Polokwane        | Südafrika               | 2004 |
| Centar, Sarajevo | Bosnien und Herzegowina | 2021 |
| Schwerin         | Deutschland             | 1966 |
| Zadar            | Kroatien                | 1972 |

## Persönlichkeiten

### In Reggio nell’Emilia geborene Persönlichkeiten
- Guidoriccio da Fogliano (um 1290–1352), Condottiere
- Baldassarre d'Este (1432–nach 1510), Maler und Medailleur der Renaissance
- Ugo Ruggeri (um 1450–um 1508), Jurist und Buchdrucker
- Ludovico Ariosto (1474–1533), Humanist, Höfling und Schriftsteller
- Guido Panzirolus (1523–1599), Jurist
- Vincenzo Cartari (um 1531–1569), Mythograph und Diplomat
- Lorenzo Bedogni (um 1600–vor Mai 1670), Bildhauer
- Benedetto Ferrari (1603–1681), Theorbist, Kapellmeister und Komponist
- Luca Ferrari (1605–1654), Maler
- Giovanni Antonio Rocca (1607–1656), Mathematiker
- Girolamo Beltrami (um 1615–1690), Architekt des Barock
- Antonio Domenico Triva (1626–1699), Maler
- Antonio Pacchioni (1665–1706), Arzt und Anatom
- Pietro Pariati (1665–1733), Dichter und Librettist
- Cristoforo Munari (1667–1720), Stilllebenmaler, Restaurator und Kunsthändler
- Maria Teresa Felicita d’Este (1726–1754), Prinzessin aus dem Hause Este
- Giovanni Grilenzoni (1796–1868), italienischer Militär, Politiker, Unternehmer und Republikaner
- Angelo Secchi (1818–1878), Jesuit, Astronom und Physiker
- Giovanni Grilli (1847–1913), Bauingenieur, Oberingenieur der Rhätischen Bahn
- Camillo Prampolini (1859–1930), sozialistischer Politiker
- Guglielmo Zuelli (1859–1941), Komponist, Dirigent und Musikpädagoge
- Luigi Bongiovanni (1866–1941), Offizier und Politiker
- Giovanni Costetti (1874–1949), Maler
- Meuccio Ruini (1877–1970), Politiker
- Giacomo Carboni (1889–1973), General
- Alberto Simonini (1896–1960), Politiker
- Renato Scorticati (1908–1978), Radrennfahrer
- Ferruccio Tagliavini (1913–1995), Operntenor
- Walter Molino (1915–1997), Comiczeichner und Illustrator
- Leonilde Iotti (1920–1999), Politikerin
- Romeo Panciroli (1923–2006), Diplomat des Heiligen Stuhls
- Romolo Valli (1925–1980), Schauspieler
- Achille Maramotti (1927–2005), Unternehmer der Modebranche und Bankier
- Vittorio Prodi (1937–2023), Physiker und Politiker
- Fabrizio Plessi (* 1940), Installations-, Medien- und Videokünstler
- Ermanno Cavazzoni (* 1947), Schriftsteller, Übersetzer, Hörspiel- und Drehbuchautor
- Alberto Franceschini (1947–2025), Mitglied der Roten Brigaden
- Denis Santachiara (* 1950), Künstler
- Mauro Baldi (* 1954), Formel-1-Rennfahrer
- Marco Belpoliti (* 1954), Schriftsteller, Literaturkritiker und Journalismus-Dozent
- Patrizia Paterlini-Bréchot (* 1954), Professorin für Zellbiologie und Onkologie
- Mauro De Pellegrini (* 1955), Radrennfahrer
- Zucchero (* 1955), Singer-Songwriter
- Maria Martinelli (* 1958), Regisseurin
- Mauro Parmeggiani (* 1961), Bischof von Tivoli und Palestrina
- Roberto Fornaciari (* 1963), Bischof von Tempio-Ampurias
- Benny Benassi (* 1967), DJ und Sänger
- Maurizio Mediani (* 1968), Autorennfahrer
- Luca Ariatti (* 1978), Fußballspieler
- Stefania Rivi (* 1978), Schauspielerin
- Mirko Venturi (* 1981), Autorennfahrer
- Eleonora Giovanardi (* 1982), Schauspielerin
- Sergio Campana (* 1986), Autorennfahrer
- Andrea Costa (* 1986), Fußballspieler
- Simone Gozzi (* 1986), Fußballspieler
- Hachim Mastour (* 1998), Fußballspieler
- Nicolò Melli (* 1991), Basketballspieler
- Yassin Bouih (* 1996), Leichtathlet
- Sara Nestola (* 2001), Langstreckenläuferin